# Mitja Ribičič
Mitja Ribičić (19 de mayo de 1919 - 28 de noviembre de 2013) fue un funcionario esloveno comunista, político yugoslavo. Él fue el único primer ministro esloveno de la República Federal Socialista de Yugoslavia (1969-1971). Entre 1945 y 1957, se encontraba en la parte superior del sistema represivo en Eslovenia, y fue acusado de violaciones de los derechos humanos y crímenes de lesa humanidad.

## Vida y carrera
Nació en una familia de habla eslovena en Trieste, Italia. Su padre era el famoso autor esloveno Josip Ribičić (nacido en la ciudad de Baska, isla de Krk, Croacia). Su madre, Roza Ribičić, de soltera Arigler o Arrigler, fue una maestra en las escuelas eslovenas en Trieste, y una editora y figura pública. Ella era la sobrina del poeta Antón Medved.
En 1925, la familia se trasladó a Rakek, Eslovenia, entonces parte del Reino de los Serbios, Croatas y Eslovenos (Yugoslavia), donde asistió a la escuela primaria. En 1929, se establecieron en Liubliana.
| Predecesor: Mika Špiljak | Presidente del Consejo Ejecutivo Federal de la RFS de Yugoslavia 1969-1971 | Sucesor: Džemal Bijedić |